# 天主教比利時軍中教長區
天主教比利時軍中教長區（拉丁語：Ordinariatus castrensis Belgicae）是比利時一個天主教的軍中教長區，直屬聖座，負責牧養信奉天主教的比利時軍人及其家眷。
教長區座堂位於首都布魯塞爾，2004年有廿一名司鐸、四名修士。教長由梅赫倫-布魯塞爾總主教兼任，現任教長若瑟·德其素樞機。
1957年9月7日成立代牧區，1986年7月21日被升為教長區。